# Teatro invisible de RNE
El Teatro invisible de Radio Nacional de España en Barcelona fue un programa dramático radiofónico dirigido por Juan Manuel Soriano. Comenzó a emitirse en 1949 y se mantuvo en antena durante veinte años.
La primera obra que se emitió fue una adaptación de En Flandes se ha puesto el sol de Eduardo Marquina, el 4 de septiembre de 1949.
Este espacio de radioteatro nació en los entonces pequeños estudios de la Gran Vía de las Cortes Catalanas como competidor de los de Radio Barcelona y Radio España y semanalmente, cada domingo, se emitía una obra en directo. Soriano se solía otorgar los principales papeles junto a Felipe Peña y Jesús Menéndez, mientras que habitualmente Maribel Casals y Carmen Lombarte les daban la réplica. Entre el equipo de guionistas destacaron Miguel Bernuy y Carmen García Lecha y José María Tavera.
El equipo de actores estaba compuesto por un elenco selecto de actores de radio y teatro, aunque sobre todo de profesionales del doblaje cinematográfico. Además de los mencionados, cabe mencionar a María Victoria Durá, Carmen Robles, Ramón Vaccaro, Julio Gallego Alonso, María Dolores Gispert, Fernando Ulloa, Emilio Fábregas, Miguel Ángel Valdivieso, Ángela Liaño y Félix Dafauce, a los que luego se sumarían José María Caffarel, Rosa Guiñón, Gloria Roig y Joaquín Díaz y Mª Asunción Raya, entre muchos otros. 